# Platylabus pallidens
Platylabus pallidens är en stekelart som beskrevs av Wesmael 1853. Platylabus pallidens ingår i släktet Platylabus och familjen brokparasitsteklar. Arten är reproducerande i Sverige. Inga underarter finns listade i Catalogue of Life.